# Вороненков, Денис Николаевич
Дени́с Никола́евич Вороне́нков (10 апреля 1971, Горький, СССР — 23 марта 2017, Киев, Украина) — российский политик. Депутат Государственной думы Федерального собрания Российской Федерации VI созыва, член Комитета Госдумы по безопасности и противодействию коррупции, член фракции КПРФ (с 21 декабря 2011 по 5 октября 2016 года).
Эмигрировал в октябре 2016 года на Украину. С декабря 2016 года имел также гражданство Украины. С 15 февраля 2017 года находился в российском федеральном розыске, с 27 февраля 2017 года находился в международном розыске. Убит 23 марта 2017 года в центре Киева, на перекрёстке бульвара Тараса Шевченко и Пушкинской улицы.

## Биография

### Образование
Родился 10 апреля 1971 года в Горьком.
- 1988 год — окончил Ленинградское суворовское военное училище[3].
- 1995 год — окончил Военный университет Министерства обороны Российской Федерации[3][4].
- 1996 год — окончил Рязанский государственный педагогический университет им. С. А. Есенина[3][4][5]. При поступлении в РГПУ представил справку о том, что с 1990 по 1994 год учился и окончил Петрозаводский государственный университет. Однако ПетрГУ в мае 2017 года опроверг информацию о том, что Вороненков числился в рядах его студентов[6].
- 1999 год — защитил диссертацию на соискание учёной степени кандидата юридических наук на тему «Правовой нигилизм и правовой идеализм (теоретико-правовое исследование)» в Академии управления МВД России[3].
- 2002 год — Минобразования России присвоило Вороненкову учёное звание доцента[3].
- 2009 год — защитил диссертацию на соискание учёной степени доктора юридических наук на тему «Теоретические и нормативные основы судебного контроля в механизме разделения властей» в Российской правовой академии Минюста России. В 2013 году сообщество «Диссернет» обнаружило в работе значительные некорректные заимствования[3][7].

### Карьера
С 1995 по 1999 год проходил военную службу на различных должностях в органах Военной прокуратуры, по его словам — следователем, старшим следователем, помощником прокурора, заместителем прокурора.
С 2000 года — старший референт аппарата фракции «Единство» в Государственной Думе Федерального Собрания.
В 2001 году работал советником генерального директора судебного департамента при Верховном Суде Российской Федерации.
В период с 2000 по 2005 годы занимал должности заместителя мэра города Нарьян-Мара (Ненецкий автономный округ) и и. о. заместителя Главы Администрации НАО по комплексному использованию природных ресурсов и экологии (с 3 октября 2000), а также первого заместителя главы администрации НАО по работе с Правительством Российской Федерации и Федеральным Собранием (главой администрации НАО был Владимир Бутов).
В 2005—2007 годах был подчинённым генерала Александра Бульбова в Федеральной службе по контролю за оборотом наркотиков, который в этот период был директором Департамента оперативного обеспечения ФСКН России, занимался расследованием крупного коррупционного дела и подвергался сильному давлению. Проработал в ФСКН России до 2009 года. В 2017 году Бульбов сообщил, что Вороненкова не было в списке 12 человек, работающих по делу «Трёх китов».
Заместитель председателя ЦК КПРФ, депутат Госдумы Владимир Кашин заявил, что Вороненков имел звание полковника.
В 2006 году работал доцентом, профессором Санкт-Петербургского юридического института МВД России.
С 2011 по 2016 год — депутат Государственной думы VI созыва, член комитета Госдумы по безопасности и противодействию коррупции. Являлся руководителем Управления международного конгресса промышленников и предпринимателей по взаимодействию с Правительством Российской Федерации и Федеральным Собранием.
С февраля 2013 года — член ЦК КПРФ.
В июне 2013 года КПРФ безуспешно выдвигала его в аудиторы Счётной палаты Российской Федерации. В июне 2014 года сообщалось о его возможном выдвижении в главы Нижегородской области.
8 декабря 2013 года Вороненков был госпитализирован после драки в ресторане «Куршевель» с бывшим сотрудником ФСБ России Андреем Мурзиковым. Позже стало известно о письме заочно осуждённой в России предпринимательницы Анны Эткиной Генпрокурору Российской Федерации Юрию Чайке, в котором она обвинила Вороненкова и Мурзикова в организации убийства её партнёра по бизнесу Андрея Бурлакова.
В ноябре 2014 года, комментируя силовую смену власти на Украине, Вороненков заявил: «Украина сегодня — это не только трагедия братского нам народа. Это урок всем нам! Вот что происходит с молодёжью, которая целенаправленно в течение многих лет подвергается определённому воздействию. Через СМИ, фильмы, песни, школу, бытовое поведение окружающих. 25 лет несколько поколений молодых людей воспитывались в антироссийском и русофобском духе. Результат мы видим».
В июле 2016 года Вороненков просил глав ФСБ России и Минкомсвязи России ввести запрет на распространение в России мобильной игры Pokemon Go, пользователи которой, по его мнению, могут стать участниками шпионажа и даже теракта.
В 2016 году — кандидат в депутаты Государственной думы VII созыва по одномандатному избирательному округу № 129 Нижегородской области. Во время предвыборной кампании заявлял о том, что воевал в Афганистане и имел ранения (хотя сам на момент вывода советских войск из Афганистана был несовершеннолетним). Выборы в Госдуму проиграл кандидату от «Единой России» Владимиру Панову.
Соавтор около 20—30 различных законопроектов.

### Лоббистский скандал
В 2001 году Вороненков стал фигурантом лоббистского скандала. В 2000 году представитель фирмы «Сибфорпост» (она занималась поставками продовольствия в северные районы России) Евгений Тростенцов познакомился с Денисом Вороненковым и Игорем Новиковым. Тростенцов хотел получить компенсацию из федерального бюджета за эти поставки и продлить договоры поставок на следующий год.
Юрист Вороненков работал в Государственной думе референтом. Вороненков сообщил Тростенцову, что этот вопрос можно решить только через руководство проправительственной депутатской фракции «Единство». За 60 тысяч долларов США Вороненков провёл представителей фирмы к руководителям фракции — Борису Грызлову и Францу Клинцевичу. Вороненков представил партийным руководителям пришедших как бизнесменов, которые деньгами помогли партии «Единство» во время выборов. В ходе встречи партийные руководители обещали фирме содействие. В дальнейшем, по словам Тростенцова, Вороненков постоянно требовал деньги для передачи Грызлову и Клинцевичу и собрал с бизнесмена 150 тысяч долларов.
Бизнесмену удалось поговорить с Клинцевичем, который посоветовал написать заявление в правоохранительные органы. Для передачи Вороненкову и Новикову правоохранители подготовили специальные «меченые» купюры на сумму в 10 тысяч долларов и задержали обоих при непосредственной передаче им денег Тростенцовым. В отношении Вороненкова и Новикова было возбуждено уголовное дело по статье «Вымогательство».
Вскоре дело развалилось. Прокуратура отказалась дать согласие на взятие под стражу обоих подозреваемых и прекратила уголовное дело в их отношении, посчитав, что переданные средства были возвращением долга Тростенцова Вороненкову и Новикову. Задержание Вороненкова произошло в апреле, а закрыто дело было 30 июля 2001 года. Таким образом, Вороненков пробыл в статусе подозреваемого около трёх месяцев. Зато пострадали фигуранты этого дела со стороны обвинения. Начальник Центрального регионального управления по борьбе с организованной преступностью МВД России полковник Михаил Игнатов, который вёл это дело, сам был обвинен в том, что вымогал взятку у Елены Чайковской (матери Игоря Новикова) за освобождение её сына. Потерпевшими стали Вороненков и Новиков. Хотя Московский городской суд оправдал Игнатова по эпизоду о вымогательстве взятки, но полковник провёл до приговора более двух лет в СИЗО. 10 тысяч «помеченных» долларов исчезли. Потерпевший Евгений Тростенцов был вынужден бежать за границу, где находился, пока возбуждённое в отношении него уголовное дело не закрыли за отсутствием состава преступления.

### Подозрение в совершении преступлений
В декабре 2014 года Московское управление Следственного комитета РФ направило в Госдуму материалы о лишении Вороненкова депутатской неприкосновенности в связи с уголовным делом по рейдерскому захвату здания в центре Москвы. Согласно материалам дела, Вороненков подыскал покупателя для особняка общей площадью 1500 м² и рыночной стоимостью 127 млн рублей на Международной улице, дом 38, которое принадлежало единственному учредителю ООО «Тома» Отари Кобахидзе, за что получил авансовое вознаграждение в размере 100 тысяч долларов.
6 апреля 2015 года Следственный комитет направил в Генпрокуратуру документы для решения вопроса о внесении в Госдуму представления о лишении Дениса Вороненкова неприкосновенности и даче согласия на привлечение его в качестве обвиняемого.
15 февраля 2017 года вынесено постановление о привлечении Вороненкова в качестве обвиняемого в совершении преступлений, предусмотренных ч. 3 ст. 33, ч. 1 ст. 170.1 УК РФ (организация фальсификации единого государственного реестра юридических лиц) и ч. 4 ст. 159 УК РФ (мошенничество). Скрывался от следствия. Объявлен Следственным комитетом Российской Федерации в федеральный и международный розыск. 3 марта 2017 года заочно арестован Басманным судом Москвы.

### Переезд на Украину
По сообщениям украинских СМИ, в октябре 2016 года вместе с супругой Марией Максаковой уехал жить в Киев и 6 декабря получил гражданство Украины. В феврале 2017 года Вороненков лично подтвердил этот факт в интервью украинскому интернет-изданию «Цензор. Нет». Одновременно в интервью Business FM он заявил, что отказался от российского гражданства. Однако перед гибелью он не уточнил, был ли этот отказ удовлетворен российскими властями. ТАСС со ссылкой на анонимный источник в российских правоохранительных органах сообщило, что «он не подавал ходатайство о выходе из российского гражданства». РИА Новости со ссылкой на анонимный источник опровегло эту информацию и сообщило, что с декабря 2016 года Вороненков не являлся гражданином России. 29 марта следователь в Мосгорсуде заявил, что Вороненков «не мог официально отказаться от гражданства РФ из-за уголовного дела».
Эмиграцию на Украину Вороненков объяснил своим преследованием в России со стороны ФСБ. В своих интервью бывший депутат сообщил о получении им и его женой гражданства Украины, а также выступил с критикой российских властей. Также он заявил, что не голосовал за ратификацию договора закрепляющего российскую аннексию Крыма, хотя согласно учёту результатов голосования Госдумы он голосовал за аннексию, также полную поддержку аннексии Крыма Вороненков ранее высказывал и в своем аккаунте в Твиттере. После этого КПРФ заявила о том, что исключит Вороненкова из партии. 14 февраля СМИ стало известно, что Следственный комитет РФ объявил экс-депутата в розыск по обвинению в рейдерском захвате в 2011 году здания в центре Москвы стоимостью 5 млн долларов.
Первый вице-спикер Госдумы Иван Мельников заявил, что Вороненков автоматически перестал быть членом КПРФ после того, как получил гражданство другого государства и поэтому не требуется решения о его исключении. Устав КПРФ предусматривает прекращение членства в партии в случае утраты гражданства РФ, чего с Вороненковым не произошло как утверждают правоохранительные органы РФ.
По утверждению Антона Геращенко, незадолго до своей гибели Вороненков предложил создать «Центр украино-российских расследований» для сбора материалов по теме коррупции.

### Убийство
Убит в 11:23 по местному времени в центре Киева 23 марта 2017 года при невыясненных обстоятельствах. 25 марта 2017 года похоронен на Зверинецком кладбище Киева. Заказчиками убийства считались как украинские, так и российские власти. По результатам расследования Генеральной прокуратуры Украины, первый супруг Марии Максаковой Владимир Тюрин был назван организатором убийства Дениса Вороненкова. Однако это не было доказано.[кем?]

## Научная деятельность
С 2006 года работал доцентом, профессором, а с февраля 2010 года — заведующим кафедрой теории и истории государства и права Юридического института (Санкт-Петербург).
Занимался исследованием теоретических и практических аспектов государственно-правовой организации общества, включая механизм реализации государственной власти, судебный контроль, правовой нигилизм, правовая культура и правосознание.
Имел более 90 публикаций, среди которых монографии:
- 2004 — «Правовой нигилизм и правовой идеализм в современном российском обществе на рубеже веков»[3];
- 2007 — «Судебная власть в Российской Федерации»[3];
- 2007 — «Судебный контроль в механизме разделения властей»[3];
- 2009 — «Научно-методическое пособие по разработке законопроектов в современной России»[3];
- 2009 — комментарий к Конституции Российской Федерации[3];
- 2011 — «Правосудие и судебный контроль»[3].

## Личная жизнь
Денис Вороненков родился в городе Горьком, жил в доме на улице Свердлова (ныне Большой Покровской). По информации на 2015 год, в Нижнем Новгороде проживала его 92-летняя бабушка. Также в Нижнем Новгороде остались двое его братьев — Андрей и Максим Вороненковы. Денис жил в Горьком до 7 лет (по другим сведениям — до 1 года), его отец был военным, семья жила в Карелии, Петрозаводске, Минске, Киеве и Ленинграде. Имел сестру.
От первого брака со Светланой Макеенко — дочь Екатерина.
От второго брака с Юлией Александровной Вороненковой, 1975 года рождения (в девичестве Плотникова) имел двух детей. Ранее она работала в коммерческих банках. Вороненков незадолго до смерти переписал почти все свои дома, офисные центры, квартиры и земли на вторую жену и детей от второго брака, боясь конфискации недвижимого имущества. В 2017 года Юлия переписала квартиры и земли на своих родителей-пенсионеров Александра Николаевича Плотникова и Людмилу Плотникову, в результате чего они стали собственниками двух квартир на Тверской улице — на 2-м и 11-м этажах, общая стоимость их активов оценивается в 500 миллионов рублей. Совладельцем является и сын Вороненкова Николай.
Сын Николай (род. в 1998 году) в мае 2009 года получил в дар половину 9-комнатной квартиры на два этажа площадью 446,6 м² на Тверской улице в Москве. Другая половина квартиры принадлежит бывшему тестю Вороненкова, совладельцу офшора Вороненкова на Британских Виргинских островах Александру Николаевичу Плотникову.
Дочь Ксения (род. в 2000 году) в январе 2015 года выиграла чемпионат Москвы по бальным танцам среди юниоров, а в октябре 2015 года — чемпионат мира. Занимается в танцевально-спортивном клубе «Латинский квартал».
В марте 2015 года Вороненков зарегистрировал брак с оперной певицей, депутатом Госдумы от «Единой России» Марией Максаковой-Игенбергс. 15 апреля 2016 года у семейной пары Максаковой и Вороненкова родился сын Иван.
В мае 2016 года Вороненков утверждал, что его дед Николай Михайлович прошёл всю войну, был лётчиком, брал Зееловские высоты под Берлином.
В марте 2017 года Вороненков утверждал, что его прадед Аким Дудниченко возглавлял Монархический союз Украины, и всё детство он сам провёл в Херсоне, Мариуполе, Николаеве, Евпатории. Журналисты радио «Свобода» не смогли найти архивные источники о существовании такого человека.

## Уголовное дело
В 2018 году суд рассматривает обвинительное заключение по делу Дениса Вороненкова посмертно, в связи с обвинениями о рейдерских захватах.

## Награды
- Медаль «За отличие в службе в органах наркоконтроля» III степени (2006 год)[3].
- Наградное оружие — 5,45-мм пистолет ПСМ[72] (приказ Директора ФСКН России от 14.02.08 г.)[3].

- #561409-6 О внесении изменений в статьи 16 и 23.1 Федерального закона «О ветеранах»
- #616254-6 О внесении изменения в статью 66 Федерального закона «Об образовании в Российской Федерации»
- #605979-6 О надбавках за классное руководство
- #575962-6 О внесении изменений в Федеральный закон «Об информации, информационных технологиях и о защите информации» в части ограничения доступа к информации, нарушающей личные неимущественные права гражданина либо посягающей на принадлежащие гражданину нематериальные блага
- #549487-6 О ввозе культурных ценностей в Российскую Федерацию и вывозе культурных ценностей из Российской Федерации
- #528905-6 О внесении изменений в статью 130 Трудового кодекса Российской Федерации
- #452847-6 О внесении изменений в статьи 156 и 158 Жилищного кодекса Российской Федерации
- #364633-6 О внесении изменений в статьи 3 и 4 Федерального закона «О государственных пособиях гражданам, имеющим детей»
- #362186-6 О внесении изменений в статью 23.2 Федерального закона «О ветеранах»
- #216235-6 О внесении изменений и дополнений в Федеральный закон «О ратификации Конвенции Организации Объединённых Наций против коррупции»
- #152464-6 О внесении изменений в статью 7 Федерального закона «О мировых судьях в Российской Федерации», статью 11 Закона Российской Федерации «О статусе судей в Российской Федерации»
- #105558-6 О внесении изменения в статью 23.1 Кодекса Российской Федерации об административных правонарушениях в части оптимизации деятельности судебных органов в сфере отношений с органами исполнительной власти
- #21308-6 О внесении изменения в Федеральный закон «Об адвокатской деятельности и адвокатуре в Российской Федерации»
- #630365-6 О внесении изменений в части первую и вторую Налогового кодекса Российской Федерации (в части налогообложения прибыли контролируемых иностранных компаний и доходов иностранных организаций)
- #604509-6 О внесении изменений в Закон Российской Федерации «О средствах массовой информации»
- #557038-6 Закон Российской Федерации о поправке к Конституции Российской Федерации «Об Администрации Президента Российской Федерации»
- #403815-6 О внесении изменения в Уголовный кодекс Российской Федерации
- #297629-6 О внесении изменений в Федеральный закон «О порядке выезда из Российской Федерации и въезда в Российскую Федерацию»
- #281708-6 Об оплате труда, выплате вознаграждений и компенсаций руководителям, их заместителям, членам коллегиальных органов (наблюдательных советов, советов директоров) государственных корпораций, государственных компаний, организаций, созданных на основании федеральных законов, а также публичных акционерных обществ, акции которых находятся в федеральной собственности
- #186614-6 О мерах воздействия на лиц, причастных к нарушениям основополагающих прав и свобод человека, прав и свобод граждан Российской Федерации
- #181216-6 О внесении изменений в Федеральный закон «О прокуратуре Российской Федерации»
- #143938-6 О внесении изменения в статью 6 Закона Российской Федерации «Об учреждениях и органах, исполняющих уголовные наказания в виде лишения свободы»
- #45024-6 О внесении изменений в Федеральный закон «Технический регламент о безопасности зданий и сооружений»